# Ортакьой (Стамбул)

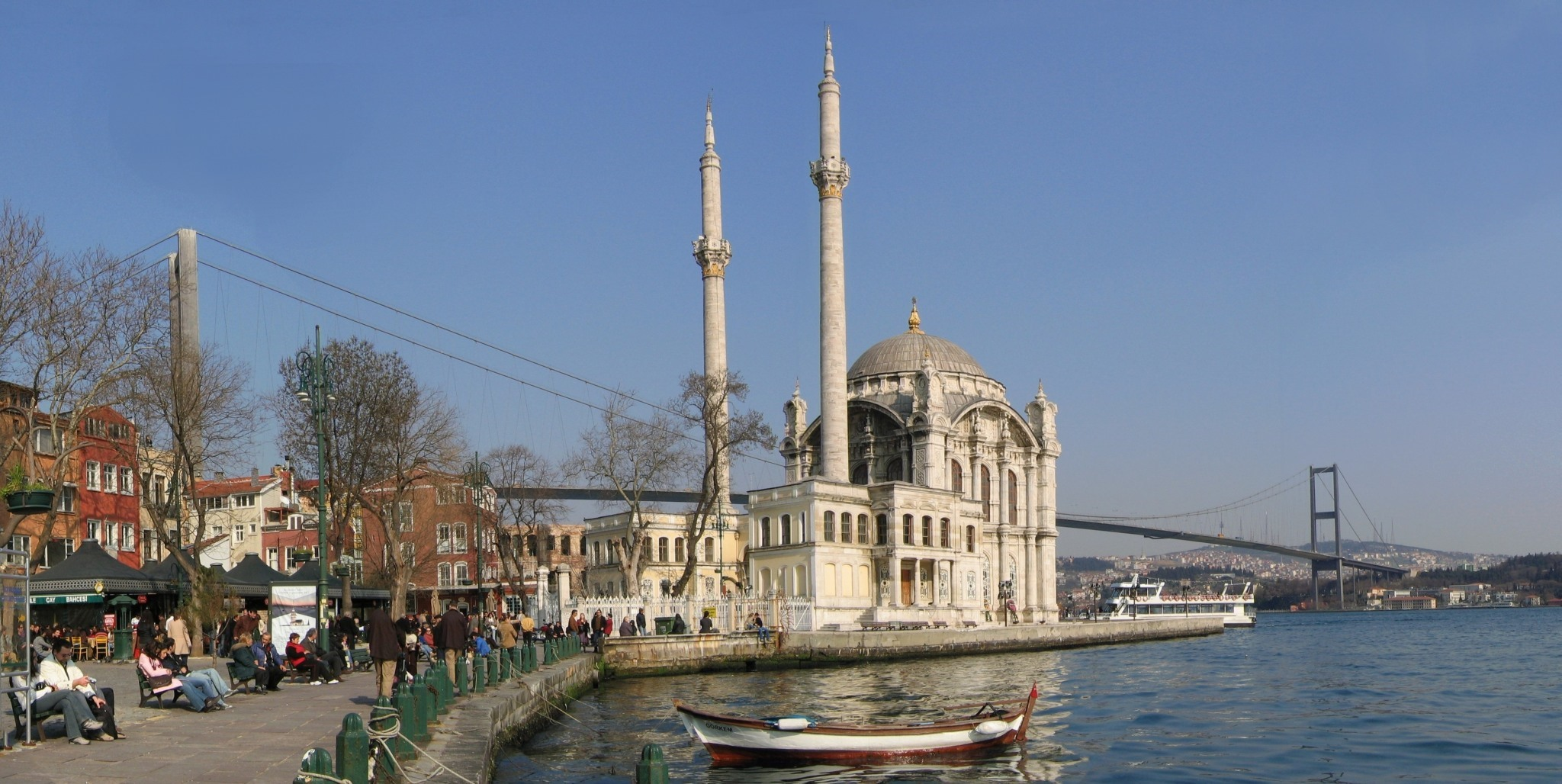
Мечеть Ортакьой і однойменний майдан.

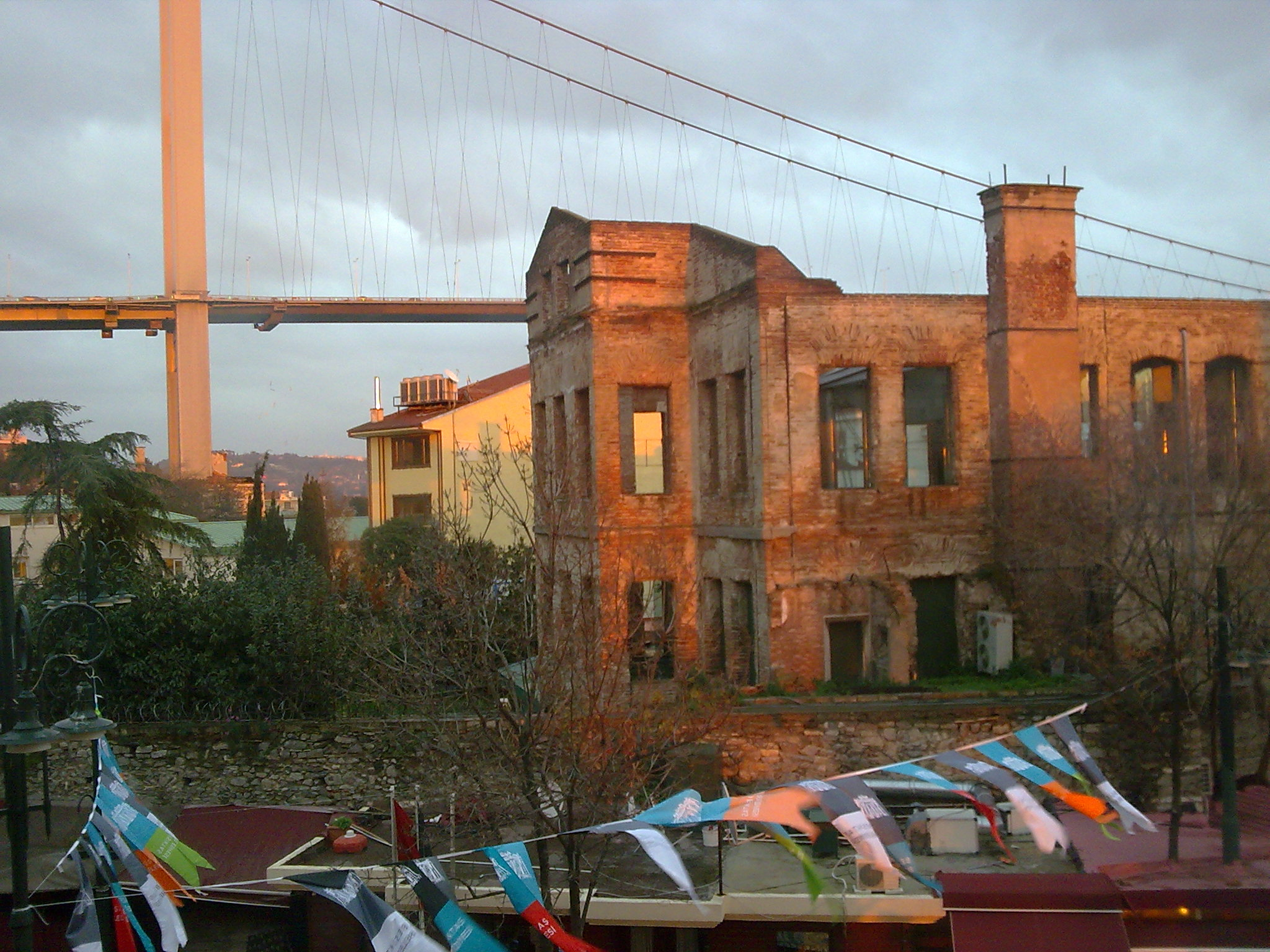
Садиба Есми-султан.

Ортакьо́й (тур. Ortaköy — дослівно «Середнє село») — історичний район в Бешикташі в Стамбулі, Туреччина, розташований посередині європейського берега протоки Босфор. Раніше тут знаходилося маленьке село. В районі Ортакьой розташовано кілька значущих історичних і культурних пам'яток (мечеть Ортакьой, особняк Есми-султан, палацовий комплекс Феріє й інші).

## Історія
Найдавніші згадки про будівлі на території сучасного Ортакьой відносять до IX століття. Постійне поселення з'явилося в середині XVI століття, коли султан Сулейман I почав переселяти сюди турків.
У 1556 році оттоманський архітектор Сінан побудував Турецькі лазні, які є в даний час одними з найдавніших будівель в центрі, що дійшли до наших днів.
У XIX столітті султан Абдул-Азіз побудував на березі Босфору великий палац Чираган, для якого йому довелося знести більшість мусульманських житлових будинків, розташованих на узбережжі. Також в цей час з'являються такі споруди, як мечеть Ортакьой, особняк Есми-султан.
Знаменитий німецький архітектор Бруно Таут в першій половині XX століття жив у будинку, який він побудував спеціально для себе.
У середині XX століття відбувається масовий відтік національних меншин з Ортакьой. Спершу, після появи держави Ізраїль, сильно скоротилася чисельність єврейського населення, а після Стамбульського погрому 1955 значно зменшилася чисельність представників інших народностей, зокрема, вірмен і греків.
З другої половини XX століття, особливо після відкриття Босфорського мосту в 1973 році, європейська частина якого виходить в центр, зростає потік транспорту через Ортакьой.
У 1990-х починається становлення Ортакьою як культурного центру. Він поєднує в собі риси мусульманської, єврейської, християнської та католицької культур і релігій. Місце стає привабливим для туристів, також починається його розвиток як розважального центру.
У 2004 році був місцем, де Джордж Буш взяв слово під час саміту НАТО.

## Сьогодні
В даний час позиціонується як культурно-розважальний центр з центром на майдані Ортакьой на узбережжі Босфору. Тут же розташована мечеть Ортакьой. На площі та в її околицях багато кафе, сувенірних магазинів, нічних клубів, галерей мистецтв. Уздовж набережної у напрямку до палацу Долмабахче розташувалися Галатасарайський університет і готель Чираган, що займає відновлені будівлі однойменного палацу.

## Галерея

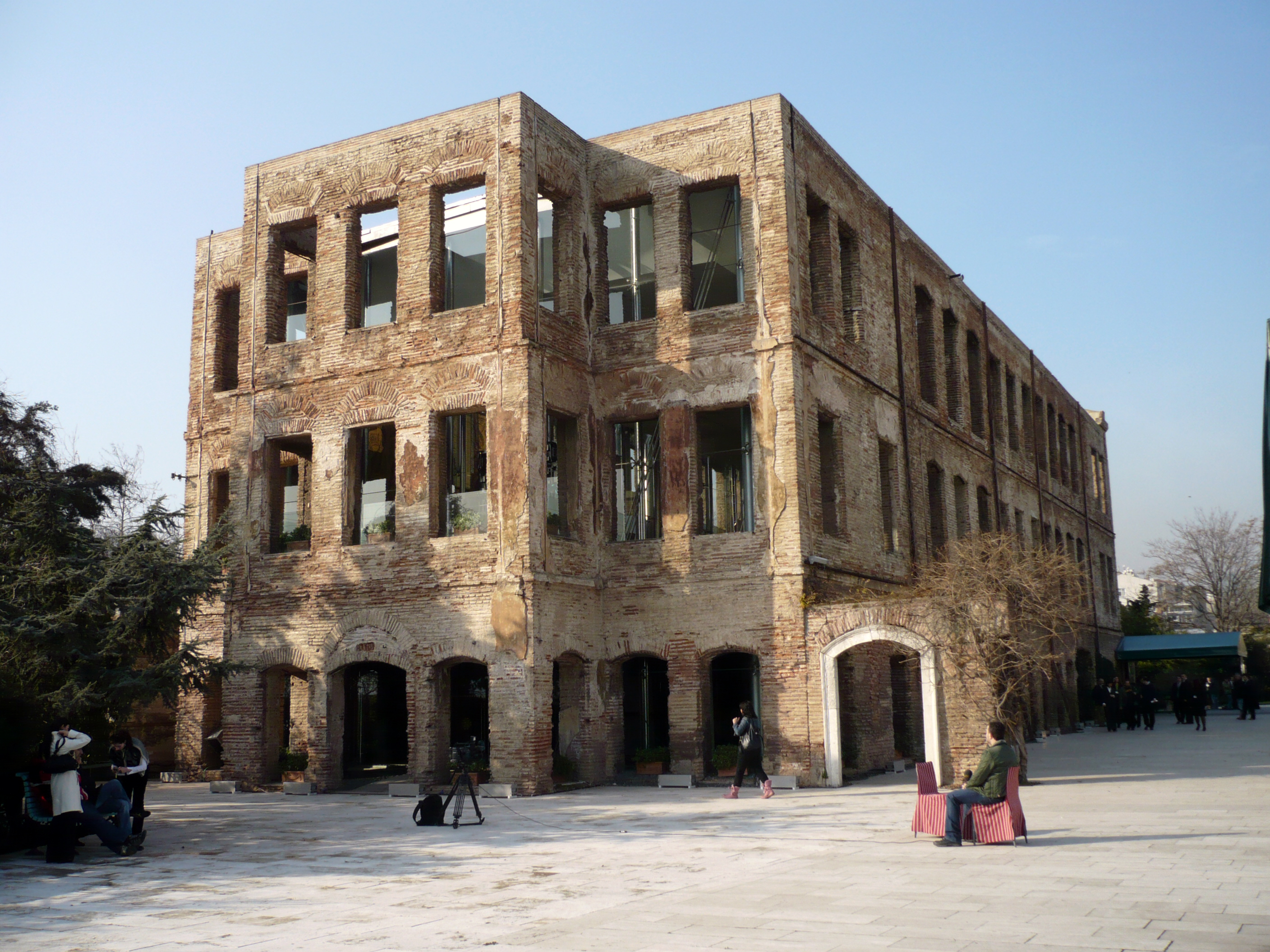
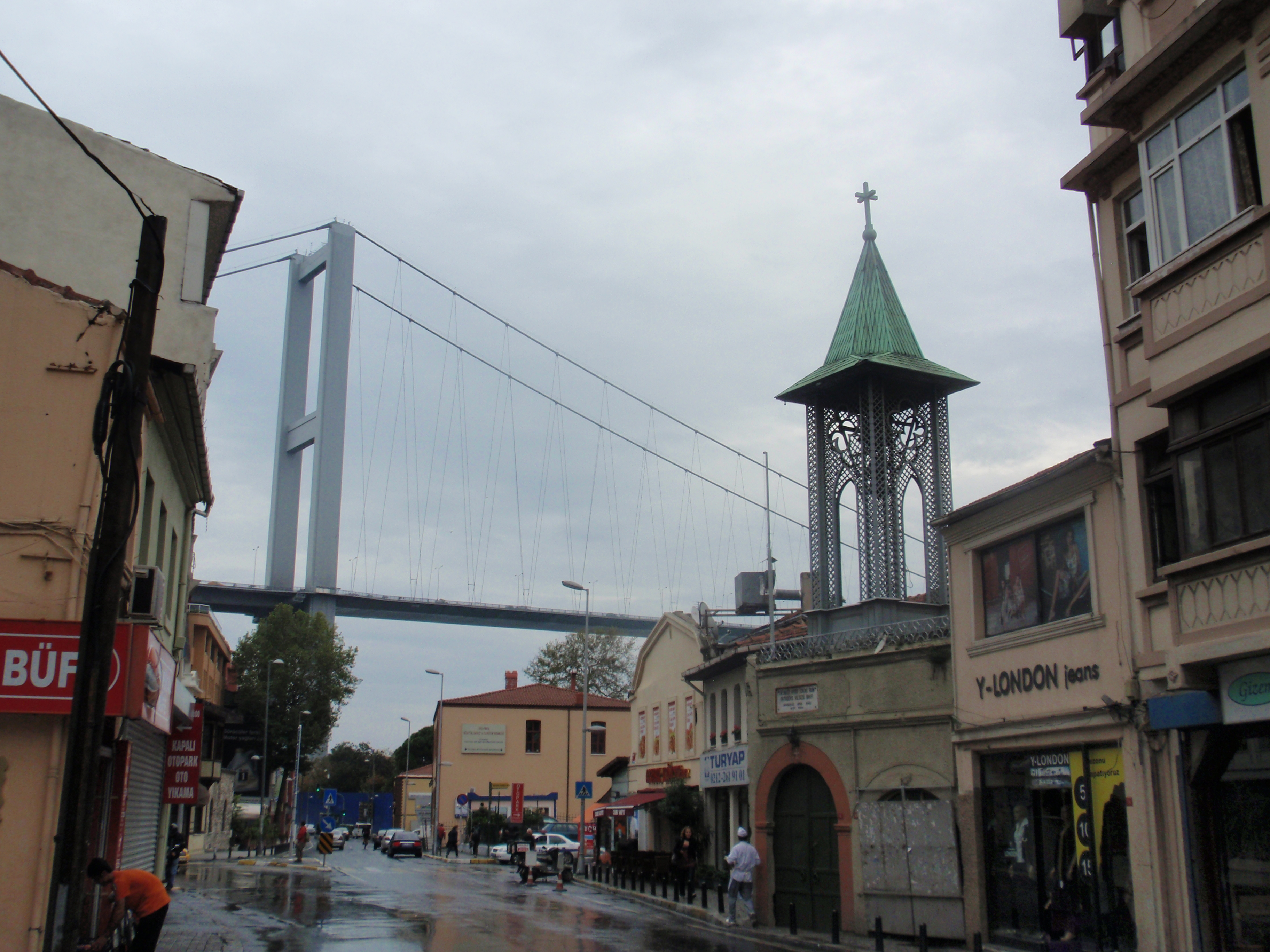
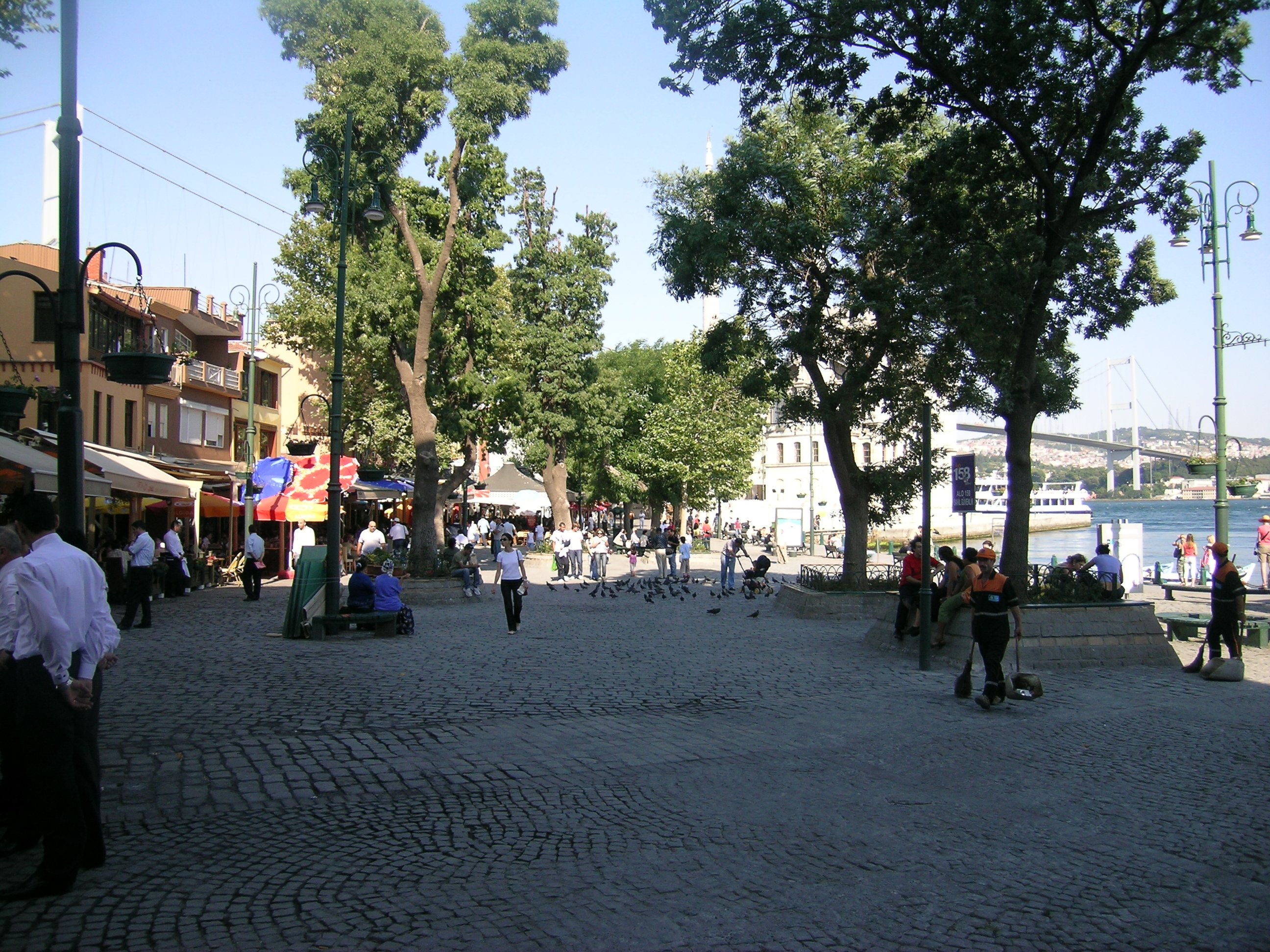
Майдан Ортакьой
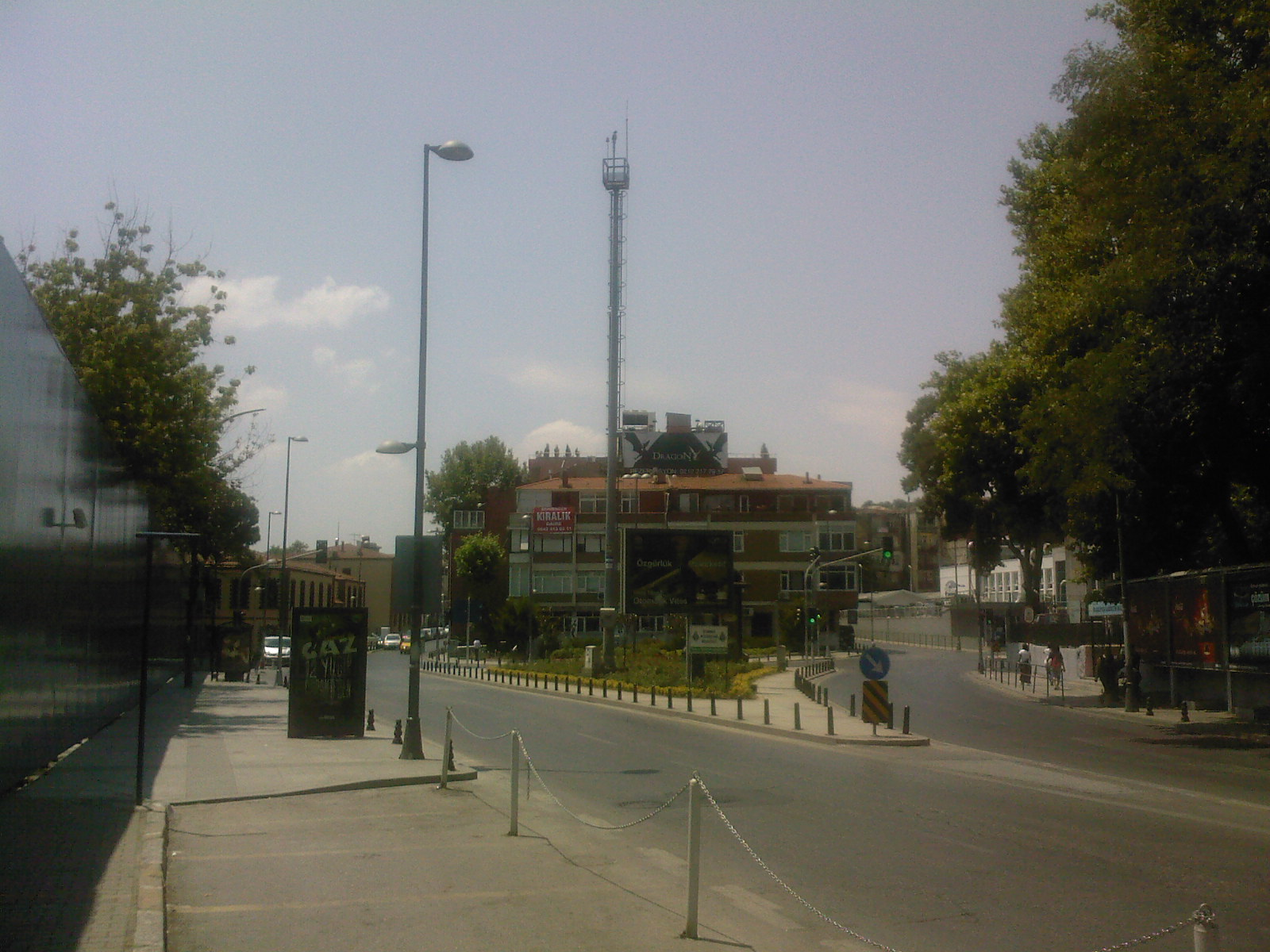
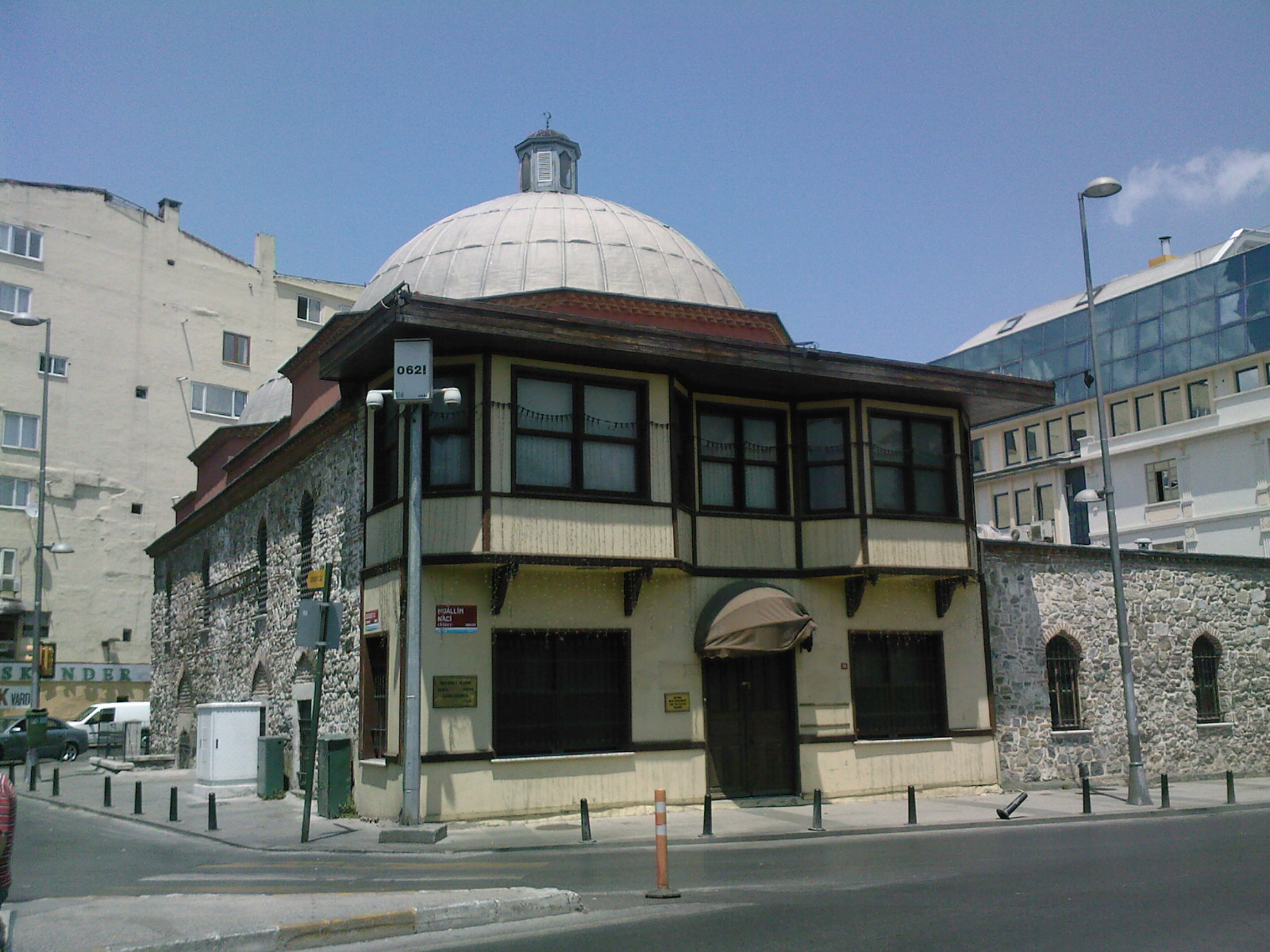
Хамам
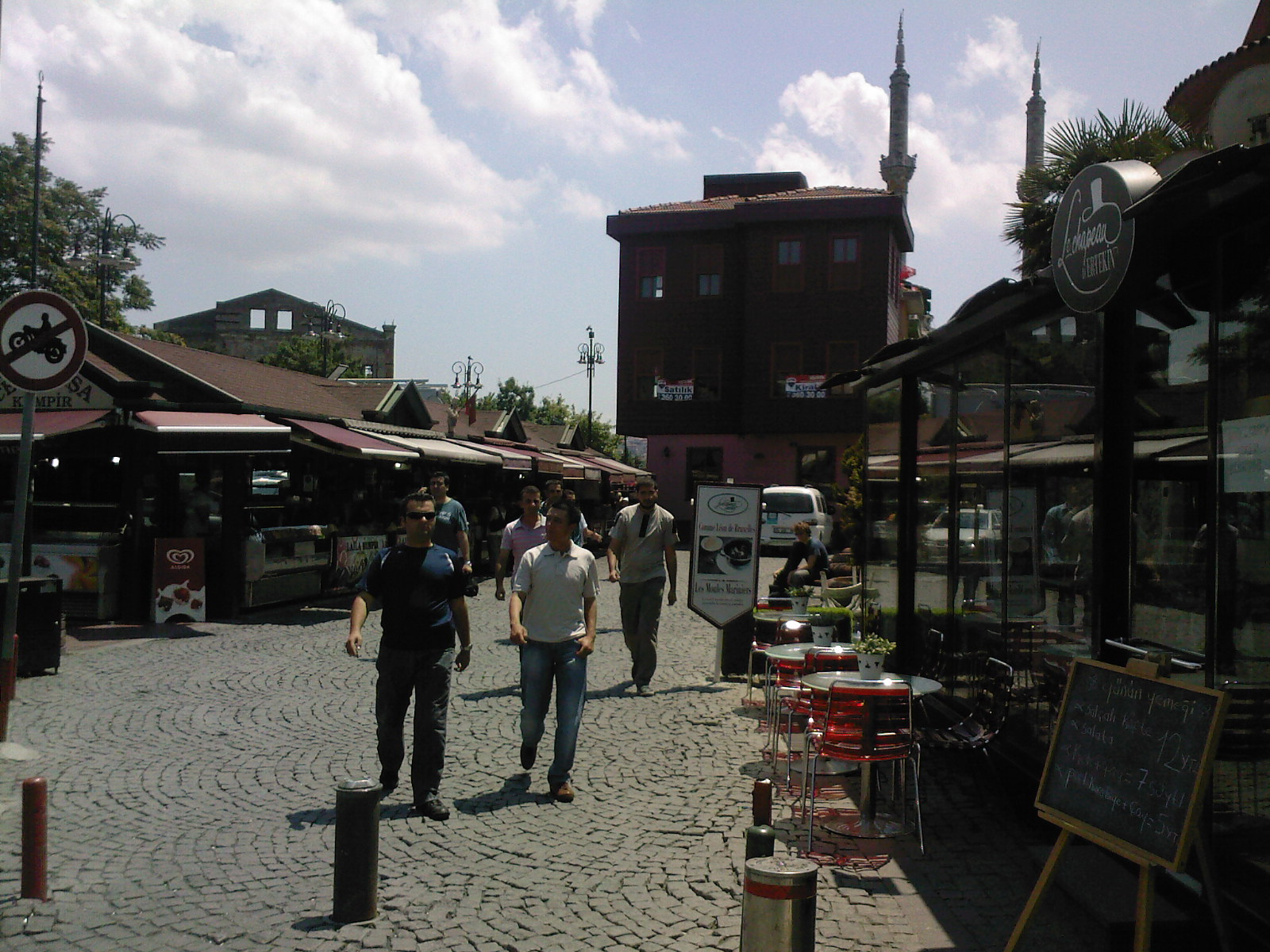